# فرودگاه ایلو
فرودگاه ایلو (به انگلیسی: Ilo Airport) یک فرودگاه همگانی با کد یاتا ILQ است که یک باند فرود آسفالت دارد و طول باند آن ۲۵۰۰ متر است. این فرودگاه در شهر ایلو، پرو کشور پرو قرار دارد و در ارتفاع ۲۲ متری از سطح دریا واقع شده‌است.